# Azyl dla zwierząt

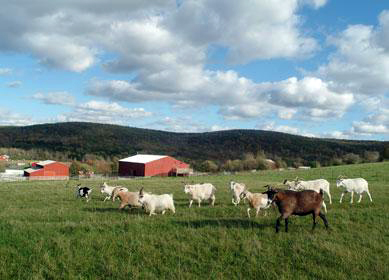
Azyl prowadzony przez organizację Farm Sanctuary w stanie Nowy Jork

Azyl dla zwierząt – zakład, do którego sprowadza się zwierzęta, by zapewnić im opiekę przez resztę życia. W przeciwieństwie do schronisk dla zwierząt, azyle nie starają się o to, aby wszystkimi zwierzętami zaopiekowali się docelowi opiekunowie, zamiast tego utrzymują każde zwierzę do jego naturalnej śmierci. Przykładami takich organizacji są: Qolas Animal Sanctuary w Holsworthy (Wielka Brytania), Redwings Horse Sanctuary w Norfolk (Wielka Brytania), The Donkey Sanctuary w Whiteley Bank (Wielka Brytania), a w Polsce – Przytulisko Fundacji Bernardyn w Anielinie.